# Outside (film)
Outside è un film del 2024 scritto e diretto da Carlo Ledesma.

## Trama
In seguito a un'epidemia zombie (la cui provenienza non viene mai specificata nella pellicola), una famiglia - gli Abel, composti dai genitori Francis e Iris e i figli Joshua e Lucas - fugge in campagna. Raggiungono la villa dei genitori di Francis, situata in una piantagione di canne da zucchero; il padre di Francis e un servitore si sono suicidati dopo essere stati infettati, mentre la madre di Francis è stata trasformata in uno zombie, venendo uccisa dal figlio prima che possa aggredirlo. Nel corso della storia alcuni flashback alludono al fatto che Francis abbia avuto un'infanzia traumatica, venendo chiuso in cantina dal padre che gli preferiva il fratello maggiore Diego. Inoltre, il matrimonio tra Francis e Iris è in crisi, in quanto l'uomo ha scoperto che la moglie lo ha tradito con Diego e che quest'ultimo è il padre biologico di Joshua. Per questo motivo, Francis tratta con distacco Joshua, favorendo apertamente Lucas.
Iris, insofferente alla situazione, dopo qualche giorno convince Francis ad andare a cercare un altro rifugio. La famiglia viene però attaccata da degli zombie in un posto di blocco, riuscendo a scappare lasciandosi alle spalle la loro auto. Tornano alla villa e, successivamente, Francis cerca di andare a recuperare il veicolo, tornando invece con il carburante per alimentare il generatore della casa. Joshua capta casualmente con la radio un messaggio relativo a una zona sicura dagli zombie e ne parla con Francis per convincerlo a tentare di rintracciarla, ma il genitore rifiuta e lo obbliga a imparare a sparare attraverso spietate vessazioni psicologiche. Il rumore degli spari attira un'orda di zombie, che assedia gli Abel nell'abitazione finché non arriva Diego che li attira via con il suo veicolo. Il giorno seguente, Francis e Diego si incontrano; Diego cerca di conciliarsi con il fratello, ma Francis rifiuta la sua offerta di condurre la famiglia nella zona sicura, minacciandolo con una pistola per costringerlo ad andarsene. Prima di andarsene, Diego lascia a Francis una mappa per la zona sicura nel caso cambiasse idea.
Iris deduce che gli zombie si stanno indebolendo e, pertanto, moriranno da soli a lì a breve; nel sentirla, Francis fa credere alla famiglia che nei dintorni si aggirino numerosi zombie come scusa per barricare la villa, diventando sempre più paranoico. Joshua scopre che Francis sta nascondendo la mappa e lo affronta al riguardo durante una cena, portando l'uomo a costringere Iris ad ammettere che, prima dello scoppio dell'epidemia, voleva lasciare Francis, oltre a rivelare che Joshua è figlio di Diego. Francis brucia la mappa davanti ai familiari e Iris e Joshua lo accusano di volerli tenere prigionieri nella casa. La notte, un soldato ferito cerca rifugio nella villa e conferma che gli zombie stanno diminuendo. Spiega anche di essere stato guidato alla villa da Diego, che è stato ucciso dagli zombie, rivelando quindi a Iris che Francis in precedenza le aveva mentito sulla sorte di Diego.
Joshua, esasperato dal comportamento squilibrato del padre, scappa di nascosto. Quando Francis lo scopre, impazzisce totalmente, uccide il soldato con un martello e rinchiude Iris e Lucas nel seminterrato. Iris riesce a sottrarre a Francis un coltello e, quella notte, Lucas finge di stare male per attirare il padre e consentire a Iris di pugnalarlo. Iris cerca di scappare con Lucas, ma i due sono attaccati da Diego, ora divenuto uno zombie, il quale riesce a mordere Lucas. Francis riesce a uccidere Diego, per poi scappare mentre Iris amputa il braccio infetto del figlio nel tentativo di prevenire il suo contagio.
Francis torna al posto di blocco per recuperare il furgone e viene colpito a morte da Joshua, che gli spara scambiandolo per uno zombie. Joshua chiede il perdono dell'uomo, che muore riconoscendolo come suo figlio. Joshua guida fino alla villa per aiutare Iris a portare Lucas all'ospedale.

## Distribuzione
Il film è stato distribuito sulla piattaforma Netflix a partire dal 17 ottobre 2024.